# Gaye holud
Gaye holud je slavnostní obřad. Jedná se o součást komplikované série oslav, které společně tvoří bengálskou svatbu.

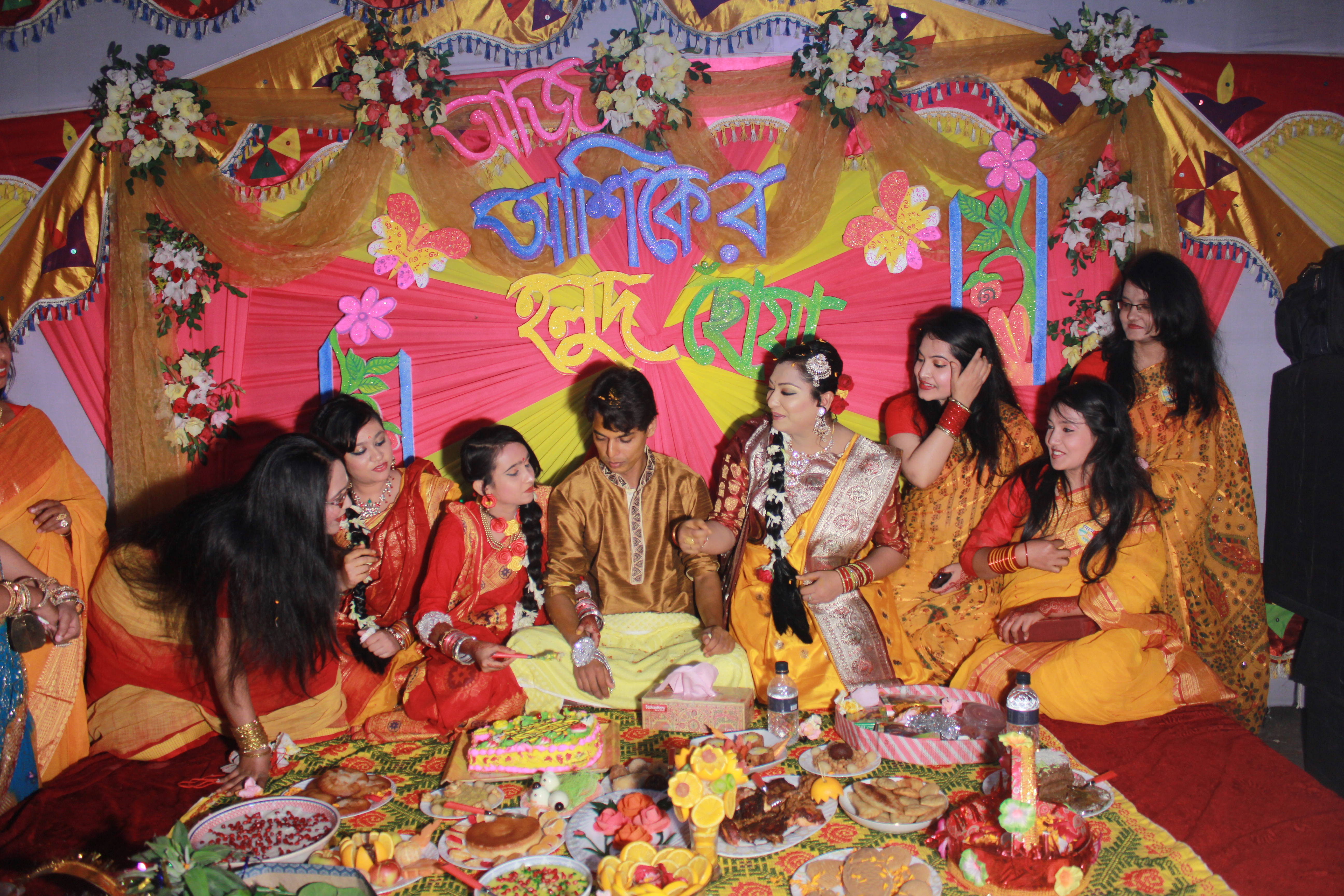
Ženichova oslava

## Etymologie
Gaye holud lze z hindštiny přeložit jako “kurkumou potřísněná těla”.

## Rozšíření
Tento slavnostní obřad je typický pro Bangladéš. Koná se ale i v sousedních státech, tedy v Západním Bengálsku, Tripuře, Ásámu a v údolí kolem řeky Barak. K tomuto obřadu se kladně hlásí všichni Bengálci bez ohledu na náboženské vyznání. Některé části obřadu přebrali Peršané, Arabové a Turci.

## Historie
Původ obřadu lze vystopovat ve starých mýtech o hinduistických božstvech. Podle jedné legendy byli Šiva a jeho nevěsta šakti Parvátí před svatbou potřeni pestrými, výraznými barvami, aby byli ještě krásnější. Potírání novomanželů barvami se postupně začlenilo do hinduistických obřadů a následně se rozšířilo po celé oblasti Bengálska. Během staletí však tento akt ztratil svou náboženskost a stal se světskou tradicí, která se dodržuje mezi lidmi napříč náboženskými vyznáními.

## Průběh
Gaye holud se koná jeden nebo dva dny před hlavním náboženským obřadem, po kterém jsou vykonány všechny úřední úkony, které jsou spojené se sňatkem (například podpis manželské smlouvy). Slavnosti jsou rozděleny na nevěstinu a ženichovu část.
Nevěstina oslava se koná v domě nevěstiny rodiny, kam ve slavnostním průvodu dorazí celá ženichova rodina, ovšem bez samotného ženicha. Příchozí jsou zasypáni květy. Průvod přináší nevěstě svatební oblečení, šperky a doplňky, také kosmetiku, henu, sladkosti a další dárky. Často s sebou průvod přináší také čerstvé ryby, nebo alespoň různé dezerty a koláče ve tvaru ryb. Všichni hosté i nevěsta se svými sestrami a sestřenicemi nosí během obřadu tradiční pestré oblečení a výzdoba domu je laděna do červené, oranžové a žluté barvy. Důležitou součástí dekorace jsou čerstvé květiny. V současné době je v pořádku, pokud hosté nepřijdou oděni pestře, většina rodin však zůstává u tradičních oděvů. Předání darů je následováno hostinou, tancem, hudbou a menšími představeními, které pořádá nevěstina rodina. Nevěsta sedí při slavnosti na speciálním místě, hosté či sluhové ji krmí sladkostmi a na její ruce a nohy jsou hennou namalovány složité obrazce, zatímco na její obličej a tělo je nanesena kurkumová pasta. Právě od žluté kurkumové pasty je odvozeno jméno obřadu.
Ženichova oslava se koná jako druhá v pořadí a má podobný průběh jako ta nevěstina. Obdobné je například to, že se obřadu neúčastní nevěsta, pouze její rodina. Nevěstina rodina přichází s dary do ženichova domu a přináší mu svatební oděv, vlasové doplňky a sladkosti. Následně je ženich potřen kurkumovou pastou, nikoli však hennou. Jí se, zpívá a tančí. Zatímco u nevěsty doma zajišťuje program její rodina, zde vše chystá rodina ženicha.

## Vnímání
Navzdory rozsahu a délce oslav, ani po průběhu obřadu gaye holud není ještě pár považován za manžele (tak je na snoubence pohlíženo až po splnění všech úřednických úkonů).
Ačkoli podobné obřady existují i v jiných částech indického subkontinentu, gaye holud je tradicí hlavně Bengálců. Slavnost není vázána na náboženství, po celém Bangladéši a Západním Bengálsku je pořádána rodinami bengálských hinduistů, muslimů i křesťanů. Na rozdíl od samotného svatebního obřadu není gaye holud formální ani extravagantní událost; členové obou rodin i jejich hosté jsou oblečeni sice pestře, ale poměrně jednoduše a výzdoba domů je oproti svatebnímu dni méně složitá a méně opulentní.

## Galerie

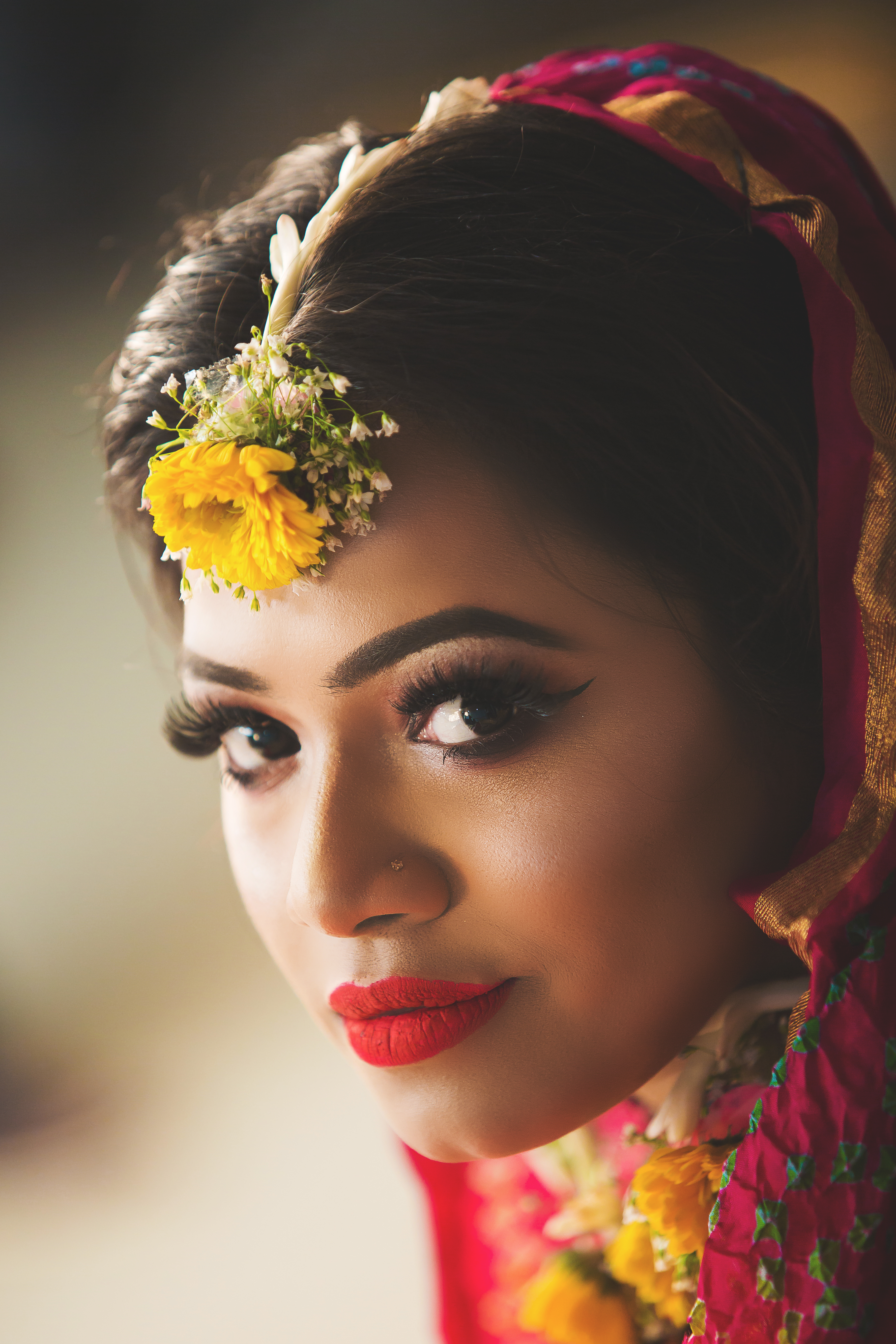
Nevěsta
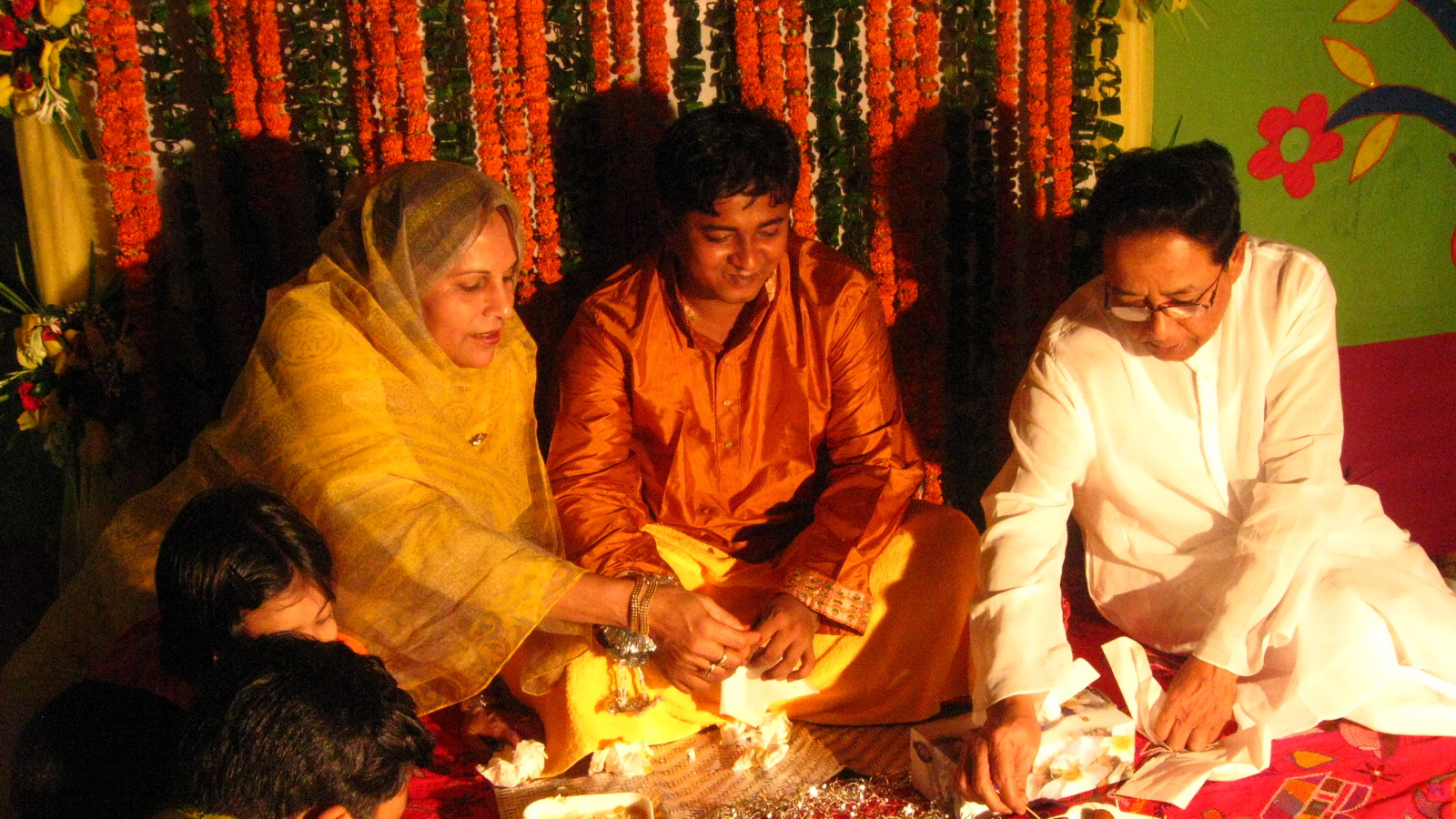
Ženichova oslava
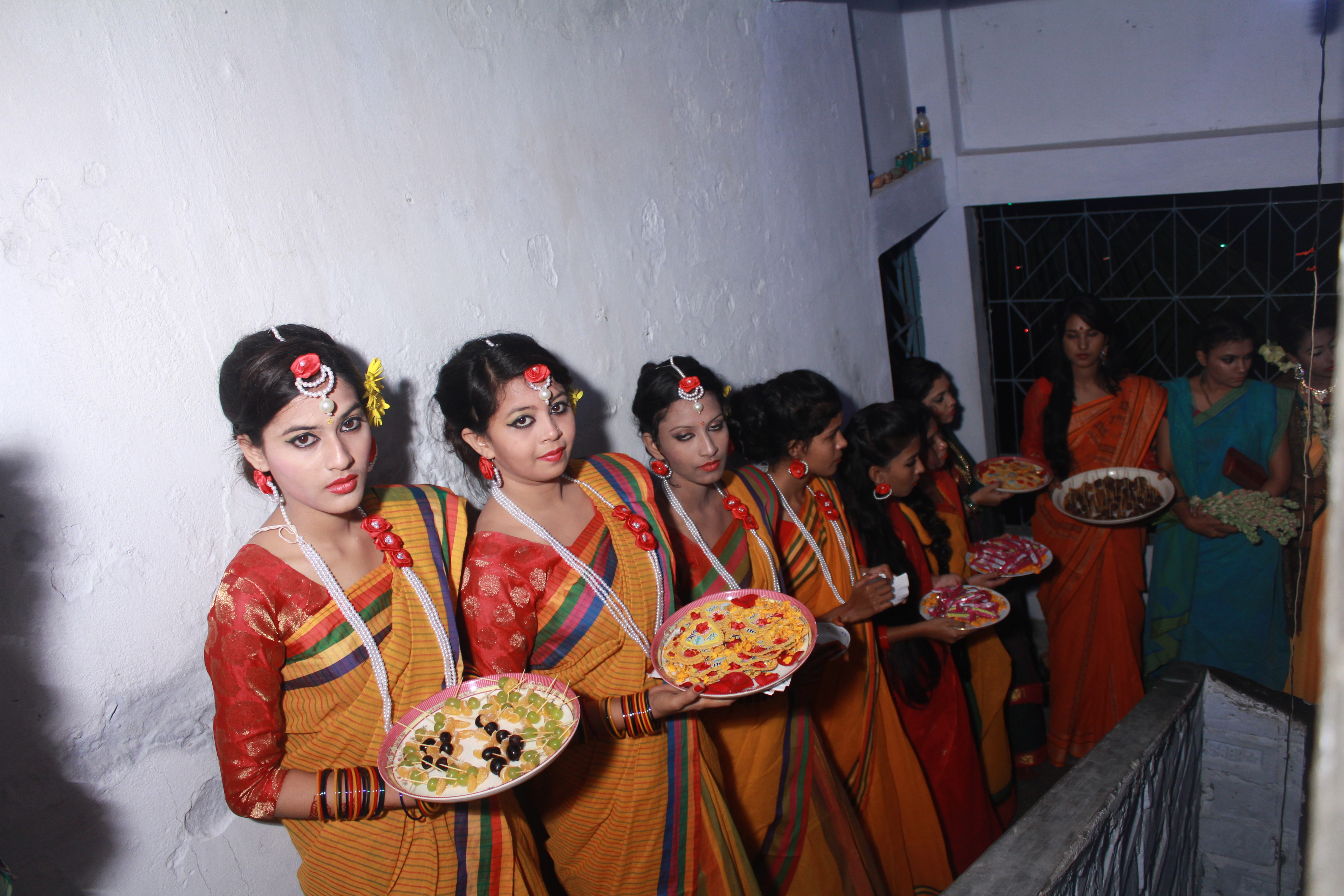
Ženy čekající na průvod
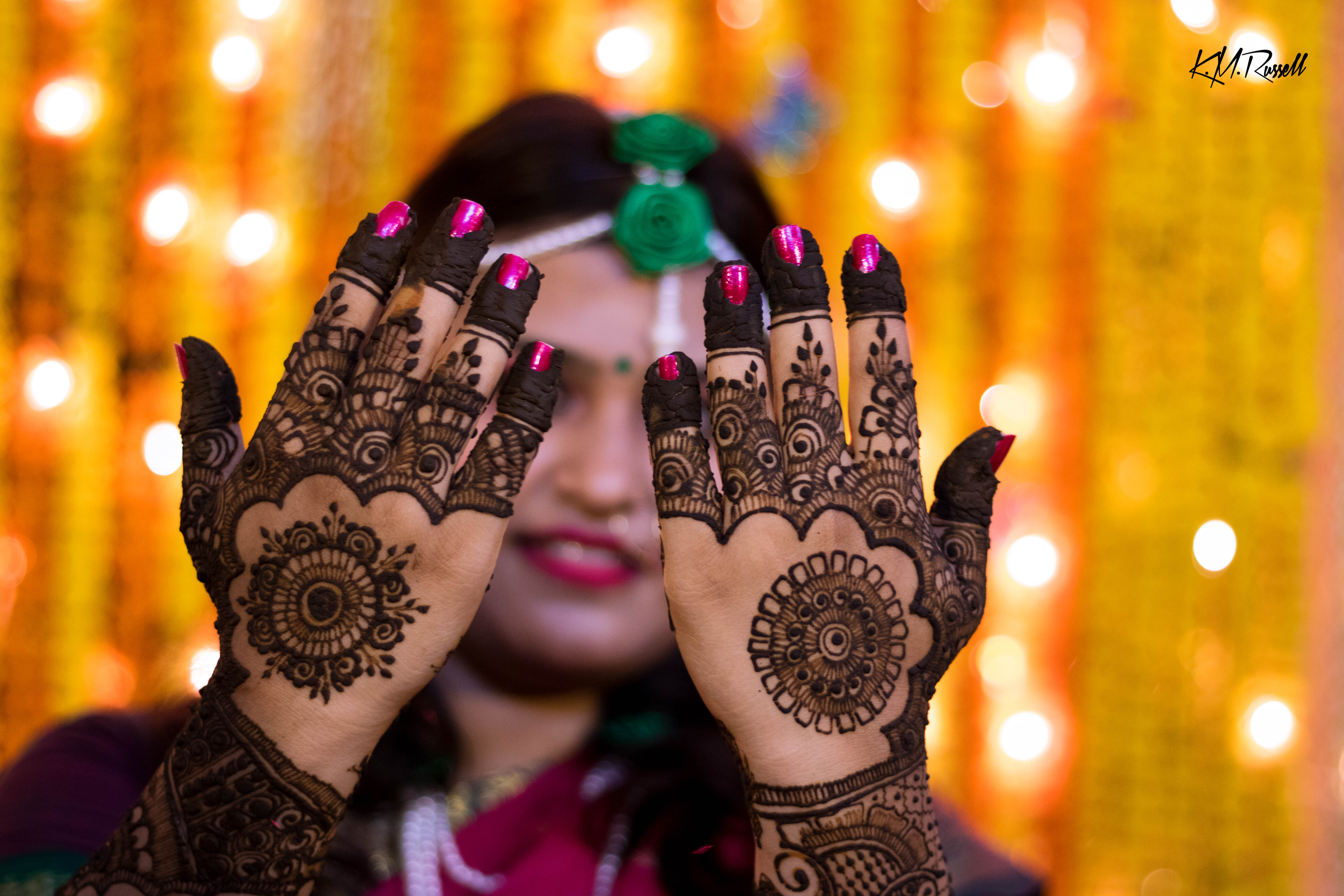
Malování hennou
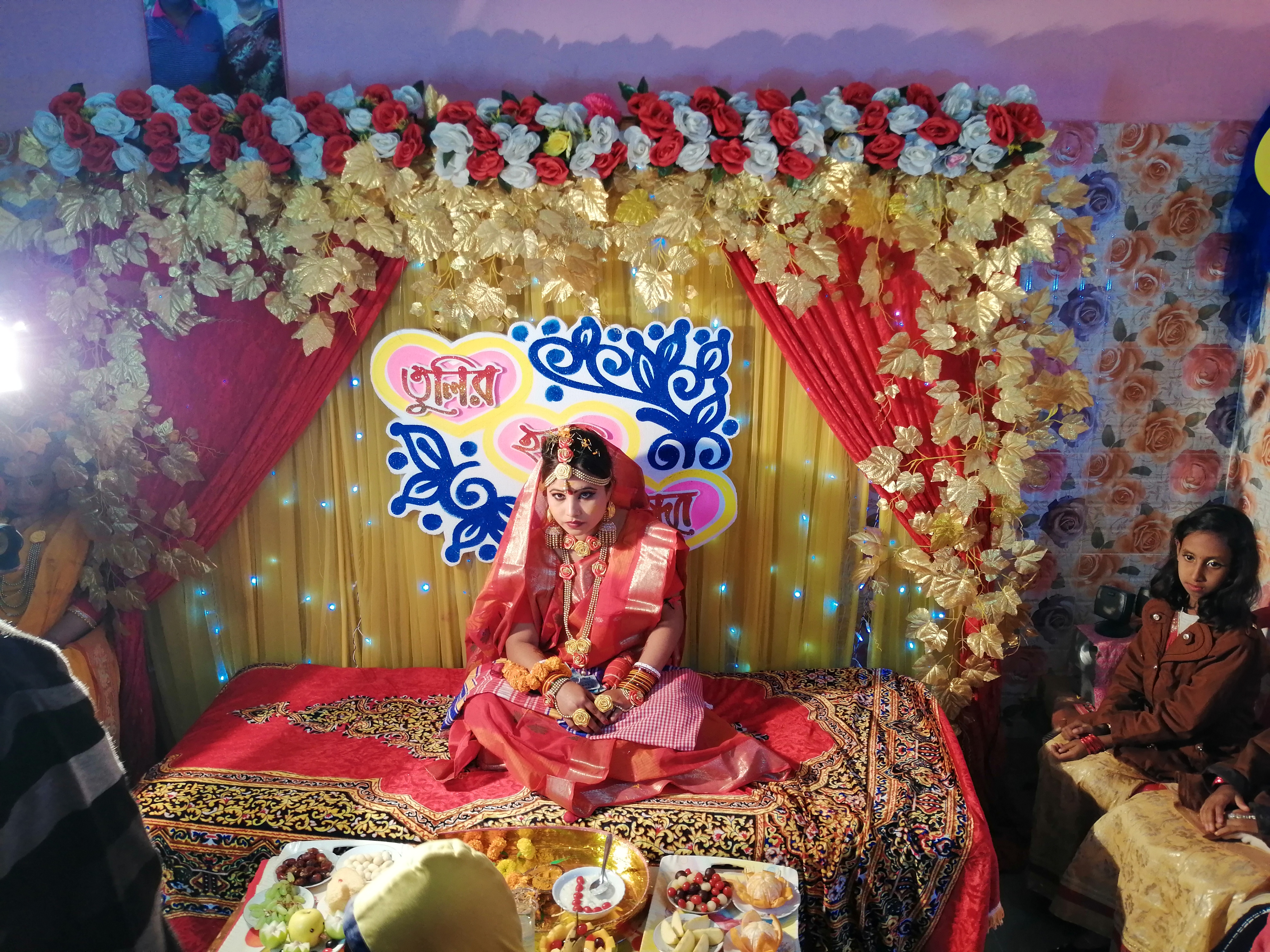
Nevěsta sedící na speciálním místě
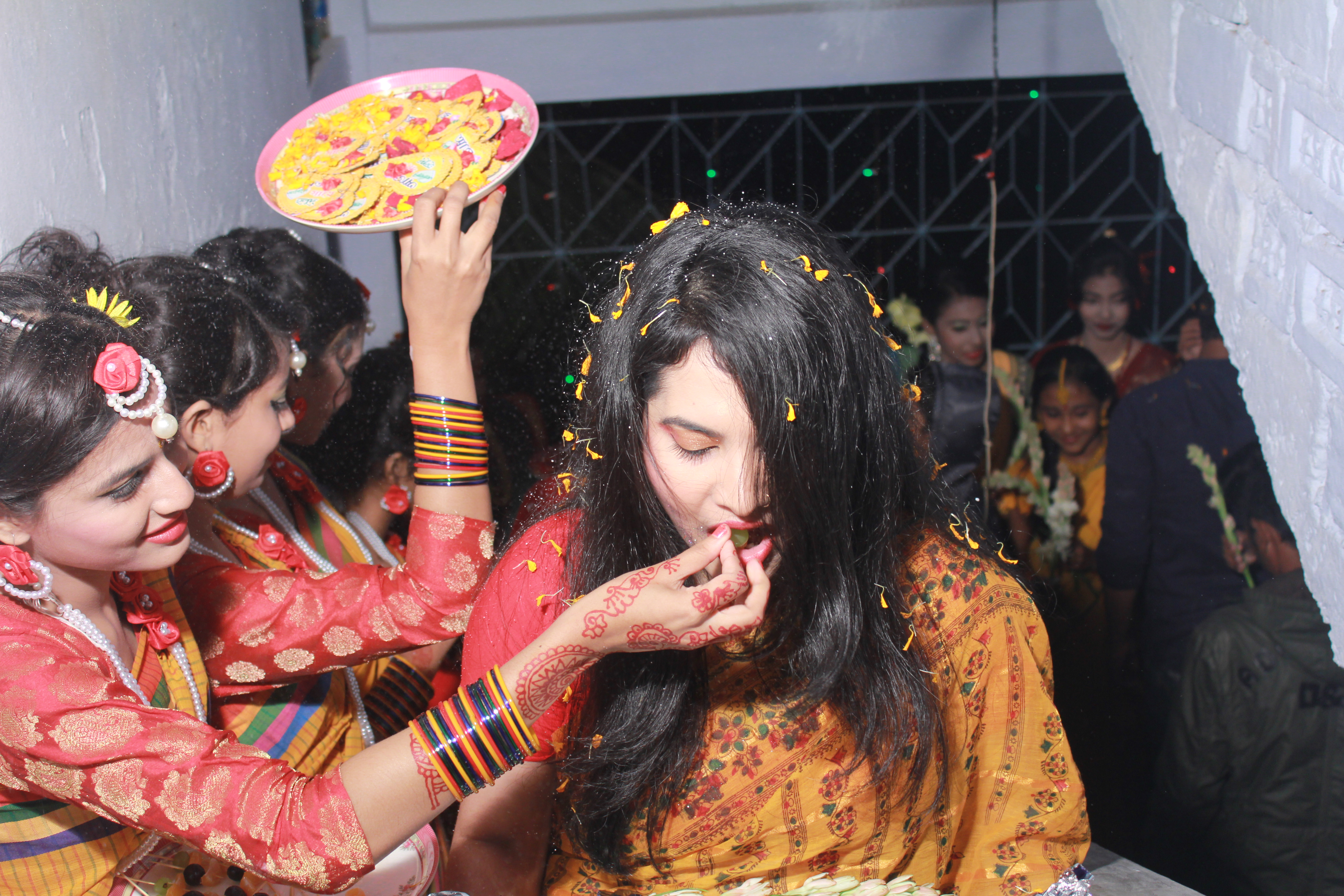
Zasypání příchozího průvodu květy